# Courtella sylviae
Courtella sylviae is een vliesvleugelig insect uit de familie vijgenwespen (Agaonidae). De wetenschappelijke naam is voor het eerst geldig gepubliceerd in 1986 door Jacobus Theodorus Wiebes. De soort werd ontdekt in Gabon.